# 刘连仁
刘连仁（1912年7月25日—2000年9月2日），山东高密人，中国二战劳工。1944年9月他被绑架到日本北海道昭和煤矿做劳工，因不堪受到虐待于1945年7月30日逃到北海道山中，在山中躲藏13年之久才被发现，被称为“刘连仁事件”。

## 生平
1912年7月25日，刘连仁出生于中华民国山东省胶东道高密县井沟镇草泊村的一个农民家庭，1944年9月他被日本人绑架充当劳工，同年10月11日，在华北劳工协会的安排下，刘连仁等800多名被强行征集的中国劳工从青岛港乘日本货轮到达日本北九州市门司港，随后他和200多人被送到北海道空知支厅沼田町明治矿业公司昭和煤矿做劳工。1945年7月30日，因劳动环境恶劣和日本监工的虐待，刘连仁和4名中国工友逃到北海道山中，在此期间4名工友相继被当地人和警察抓回，只剩刘连仁一人继续躲藏，他并不知道日本无条件投降的消息在山中躲藏了13年之久。直到1958年2月9日，当地猎户上山打猎时偶然发现了刘连仁。刘连仁被发现后，札幌入国管理局以非法逗留者的名义要求处罚刘连仁，随后在中国红十字会和当地华侨的努力下确认了刘连仁中国劳工的身份。
刘连仁事件引发了中国政府的关注，1958年2月28日，《人民日报》报道了刘连仁的消息，3月16日，中国政府发表声明，抗议日本政府对刘连仁的迫害。在中国政府的交涉下，刘连仁于1958年4月15日乘坐白山丸號客輪回国。在天津塘沽港，刘连仁受到各界群众的欢迎。1967年，刘连仁加入中国共产党，并先后担任草泊村村委会副主任、井沟公社管委会副主任。1991年，刘连仁受日本共同电视制作中心邀请重返北海道。
1996年3月18日，刘连仁起诉日本政府，要求日本政府道歉并支付2000万日元的赔偿，2000年9月2日，刘连仁因癌症復發去世，享年88歲。
2001年7月，东京地方法院判决刘连仁胜诉，但日本高等法院于2005年推翻这一判决，驳回刘连仁的索赔请求。

## 相关作品
- 《刘连仁》欧阳文彬著。
- 《野人》莫言著，1991年发表，后成为小说《红高粱》第七章的内容。
- 《刘连仁的故事》茨本纪子著，1965年出版。
- 电视剧《刘连仁》 张新建导演，1988年在中国大陆上映。

## 資料來源
1. 1 2  江冶. . 北岳文艺出版社. : 13–17页. ISBN 7-5378-1093-1.
2. ↑  . 《瞭望》新闻周刊1995年第29期: 20-21页.
3. ↑  执着不忘屈辱　庄严追讨尊严
4. ↑  .   [2019-02-07]. （原始内容存档于2019-02-09）.